# Waardebon

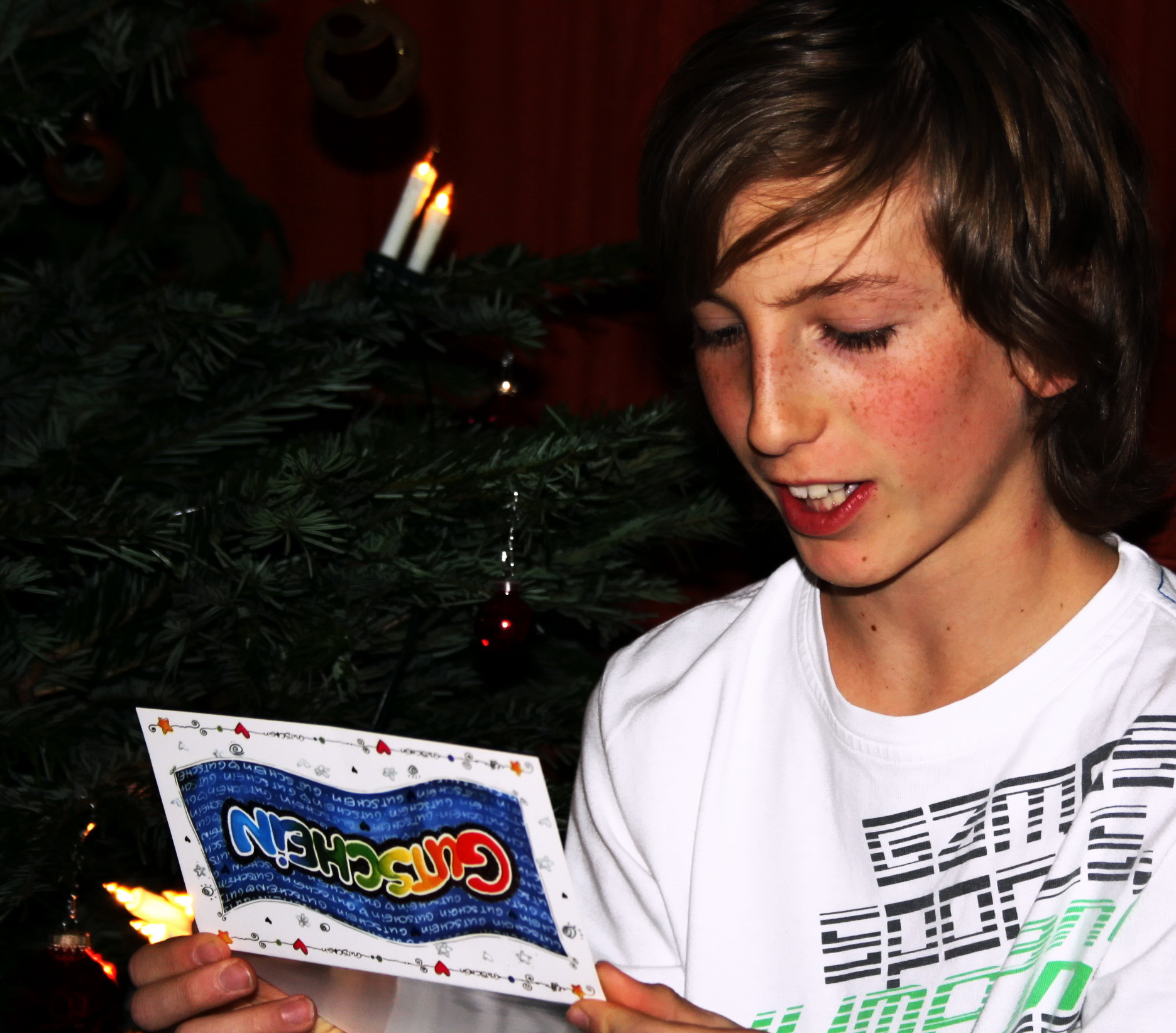
Waardebon

Een waardebon is een bon, chipkaart of code die een bepaalde waarde vertegenwoordigt. Op daarvoor aangegeven plekken (meestal winkels) kan de bon ingeleverd worden tegen bepaalde goederen of diensten.
Een waardebon kan functioneren als cadeaubon, afhankelijk van de bestedingsmogelijkheden ook platenbon of boekenbon genoemd.
Een waardebon kan ook een tegoedbon zijn. Deze worden vaak uitgegeven als een product wordt ingeruild of teruggebracht en de winkelier geen geld wil teruggeven.
Als men betaalt in een winkel voor beltegoed krijgt men als tussenstap een waardebon (kraskaart of kassabon) met daarop een code.

## Voorwaarden
Onderscheiden worden bonnen die voor een deel van de waarde gebruikt nog de resterende waarde behouden, en bonnen die dan vervallen.